# Dore-l'Église
Dore-l'Église är en kommun i departementet Puy-de-Dôme i regionen Auvergne-Rhône-Alpes i centrala Frankrike. Kommunen ligger i kantonen Arlanc som tillhör arrondissementet Ambert. År 2022 hade Dore-l'Église 664 invånare.

## Befolkningsutveckling
Antalet invånare i kommunen Dore-l'Église
| Referens: INSEE |